# Summer (đĩa đơn của Tohoshinki)
Summer: Summer Dream / Song for You / Love in the Ice là đĩa đơn tiếng Nhật thứ mười hai của Tohoshinki, phát hành ngày 1 tháng 8 năm 2007 bởi Rhythm Zone.
Đĩa đơn xếp thứ nhất trong ngày đầu phát hành và đạt vị trí thứ 2 bảng xếp hạng Oricon tuần. Đây là đĩa đơn tiếng Nhật đầu tiên của Tohoshinki đạt được các thứ hạng này và được coi là một dấu mốc cho các nhóm nhạc Hàn Quốc tại Nhật Bản. Với sự thành công của các đĩa đơn, Tohoshinki đoạt được giải thưởng "Gold Artist Award" (Giải Nghệ sĩ vàng) tại Best Hits 2007 vào ngày 26 tháng 11 năm 2007.

## Tổng quan
- "Love in the Ice" được sử dụng làm nhạc nền kết thúc cho phim truyền hình 雪の女王 (Yuki No Joou?).[2]
- "Song for you" là ca khúc quảng bá cho quảng cáo 夏ギフト (Natsu Gifuto?)[2]
- "Summer Dream" làm nhạc nền kết thúc của サーティワンアイスクリーム (Sātiwan'aisukurīmu?) và BEACH HOUSE @ seazoo.[2]

## Danh sách bài hát

### CD
| STT              | Nhan đề                        | Phổ lời          | Phổ nhạc         | Thời lượng |
| ---------------- | ------------------------------ | ---------------- | ---------------- | ---------- |
| 1.               | "Summer Dream"                 | H.U.B.           | Tatta Works      | 4:57       |
| 2.               | "Song for you"                 | H.U.B.           | Kazujiro Hara    | 4:31       |
| 3.               | "Love in the ice"              | Ryoji Sonoda     | Daisuke Suzuki   | 5:20       |
| 4.               | "HUG (Acappela Version)"       |                  |                  | 1:46       |
| 5.               | "Summer Dream (Less Vocal)"    |                  |                  | 4:57       |
| 6.               | "Song for you (Less Vocal)"    |                  |                  | 4:31       |
| 7.               | "Love in the Ice (Less Vocal)" |                  |                  | 5:20       |
| Tổng thời lượng: | Tổng thời lượng:               | Tổng thời lượng: | Tổng thời lượng: | 31:22      |

### CD+DVD

#### CD
| STT | Nhan đề                        | Phổ lời      | Phổ nhạc       | Thời lượng |
| --- | ------------------------------ | ------------ | -------------- | ---------- |
| 1.  | "Summer Dream"                 | H.U.B.       | Tatta Works    | 4:57       |
| 2.  | "Song for you"                 | H.U.B.       | Kazujiro Hara  | 4:31       |
| 3.  | "Love in the ice"              | Ryoji Sonoda | Daisuke Suzuki | 5:20       |
| 4.  | "Summer Dream (Less Vocal)"    |              |                | 4:57       |
| 5.  | "Song for you (Less Vocal)"    |              |                | 4:31       |
| 6.  | "Love in the Ice (Less Vocal)" |              |                | 5:20       |

#### DVD
1. Summer Dream (music video)
2. Offshot movie

## Xếp hạng

### OriconSales Chart (Nhật Bản)
| Ngày phát hành     | Chart                        | Thứ hạng cao nhất | Tổng lượng bán ra | Chart run |
| ------------------ | ---------------------------- | ----------------- | ----------------- | --------- |
| 1 tháng 8 năm 2007 | Oricon Daily Singles Chart   | 1                 |                   | 7 tuần    |
| 1 tháng 8 năm 2007 | Oricon Weekly Singles Chart  | 2                 | 112.771           | 7 tuần    |
| 1 tháng 8 năm 2007 | Oricon Monthly Singles Chart | 3                 | 120.507           | 7 tuần    |
| 1 tháng 8 năm 2007 | Oricon Yearly Singles Chart  | 64                | 124.529           | 7 tuần    |

### Korea Monthly Foreign Albums & Singles
| Phát hành           | Bảng xếp hạng         | Thứ hạng | Tổng lượng bán ra |
| ------------------- | --------------------- | -------- | ----------------- |
| 10 tháng 8 năm 2007 | Bảng xếp hạng tháng 8 | 2        | 15,444            |

### Korea Yearly Foreign Albums & Singles
| Phát hành           | Bảng xếp hạng          | Thứ hạng | Tổng lượng bán ra |
| ------------------- | ---------------------- | -------- | ----------------- |
| 10 tháng 8 năm 2007 | Bảng xếp hạng năm 2007 | 8        | 16,536            |

## Ngày phát hành
| Ngày                | Quốc gia           | Định dạng                   | Nhãn đĩa         |
| ------------------- | ------------------ | --------------------------- | ---------------- |
| 1 tháng 8 năm 2007  | Nhật Bản           | CD CD+ DVD digital download | Rhythm Zone      |
| 10 tháng 8 năm 2007 | Hàn Quốc, Đài Loan | CD CD+ DVD digital download | SM Entertainment |